# Spionskopf

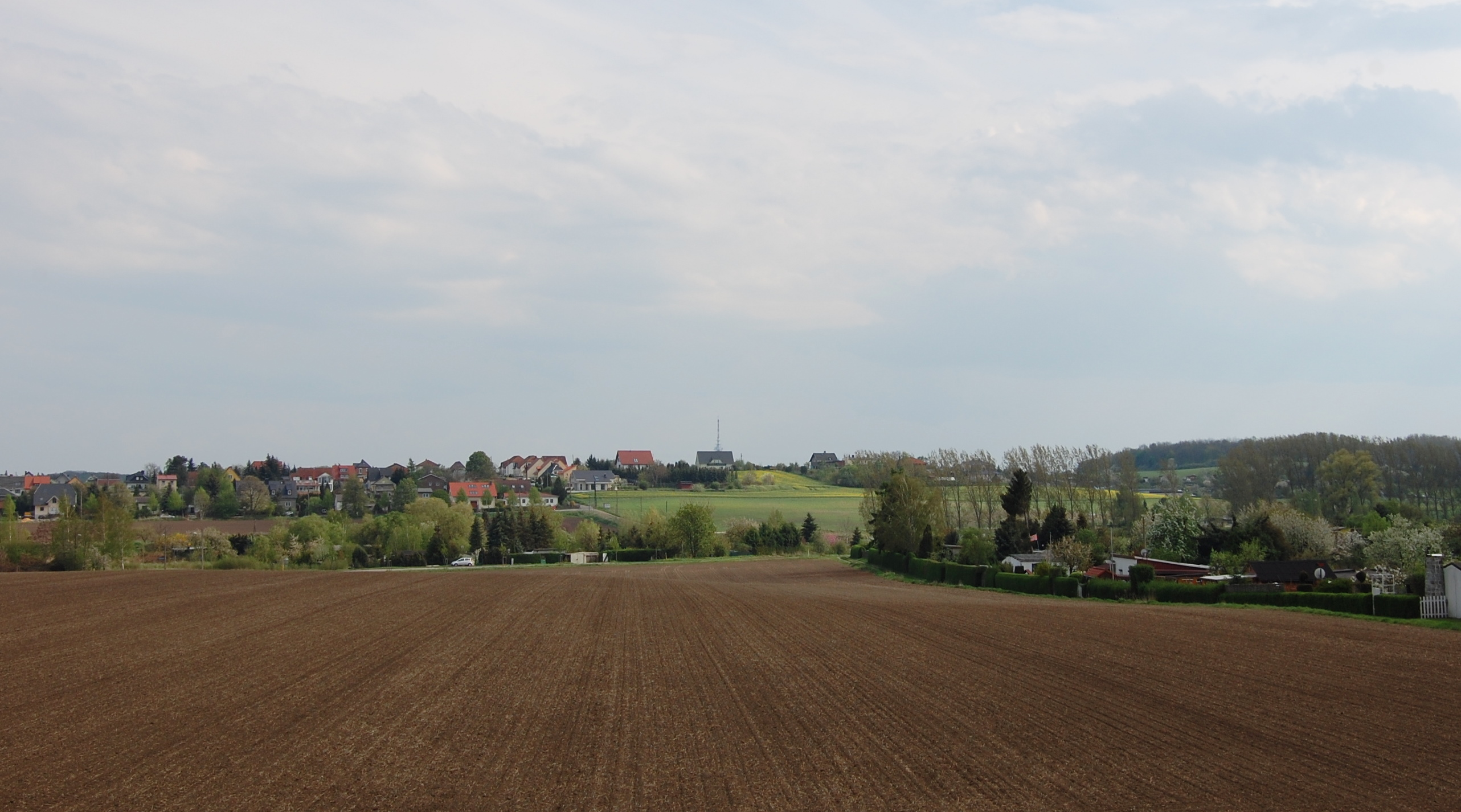
Blick zur Siedlung auf dem Spionskopf aus nördlicher Richtung

Der Spionskopf ist eine Bodenerhebung im Magdeburger Stadtteil Salbke.
Der im Süden von Magdeburg gelegene Hügel erreicht eine Höhe von 72,5 Metern. Auf einer erhöht liegenden, zum Spionskopf gehörenden Plattform befinden sich heute Wohnhäuser und mehrere Kleingartenanlagen.
Der Name „Spionskopf“ rührt wahrscheinlich von der Vermutung her, dass bei Belagerungen der nördlich gelegenen Magdeburger Altstadt Beobachter von dieser Anhöhe das Geschehen innerhalb der Stadt ausspioniert haben. So soll der Punkt eine besondere Bedeutung bei der Belagerung Magdeburgs durch Tilly während des Dreißigjährigen Kriegs im Jahr 1631 gehabt haben.
In den 1920er-Jahren wurden bei Baumaßnahmen auf dem Spionskopf diverse alte Skelette gefunden. Man vermutete damals, dass sie aus der Zeit des Dreißigjährigen Krieges stammen.
Koordinaten: 52° 4′ N, 11° 39′ O